# گرند گلیات
گرند گلیات (به لاتین: Grand Golliat) یک کوه در سوئیس است که در کانتون وله واقع شده‌است. گرند گلیات ۳٬۲۳۸ متر بالاتر از سطح دریا واقع شده‌است.